# Aucha melaleuca
Aucha melaleuca is een vlinder uit de familie uilen (Noctuidae). De wetenschappelijke naam van deze soort is voor het eerst geldig gepubliceerd in 1940 door Emilio Berio.
De soort komt voor in Eritrea.